# (1793) Зоя
(1793) Зоя (лат. Zoya) — типичный астероид главного пояса, открыт 28 февраля 1968 года советским астрономом Тамарой Смирновой в Крымской астрофизической обсерватории и 1 июля 1972 года назван в честь красноармейца диверсионно-разведывательной группы Зои Космодемьянской.

## Обнаружение и именование
(1793) Зоя
Открыт 28 февраля 1968 года в Научном Т. М. Смирновой.
Назван в честь юной героини советского народа Зои Космодемьянской, погибшей во время Великой Отечественной войны.
Смотрите также цитаты для малых планет (1977) и (2072).
Оригинальный текст (англ.)1793 Zoya
Discovered 1968-02-28 by Smirnova, T. at Nauchnyj.
Named in honor of Zoya Kosmodemyanskaya, the young heroine of the Soviet people, who perished during the Great Patriotic War.
See also the citations for minor planets (1977) and (2072).
Источники: DISCOVERY.DB; M.P.C. 3297.

## Орбита

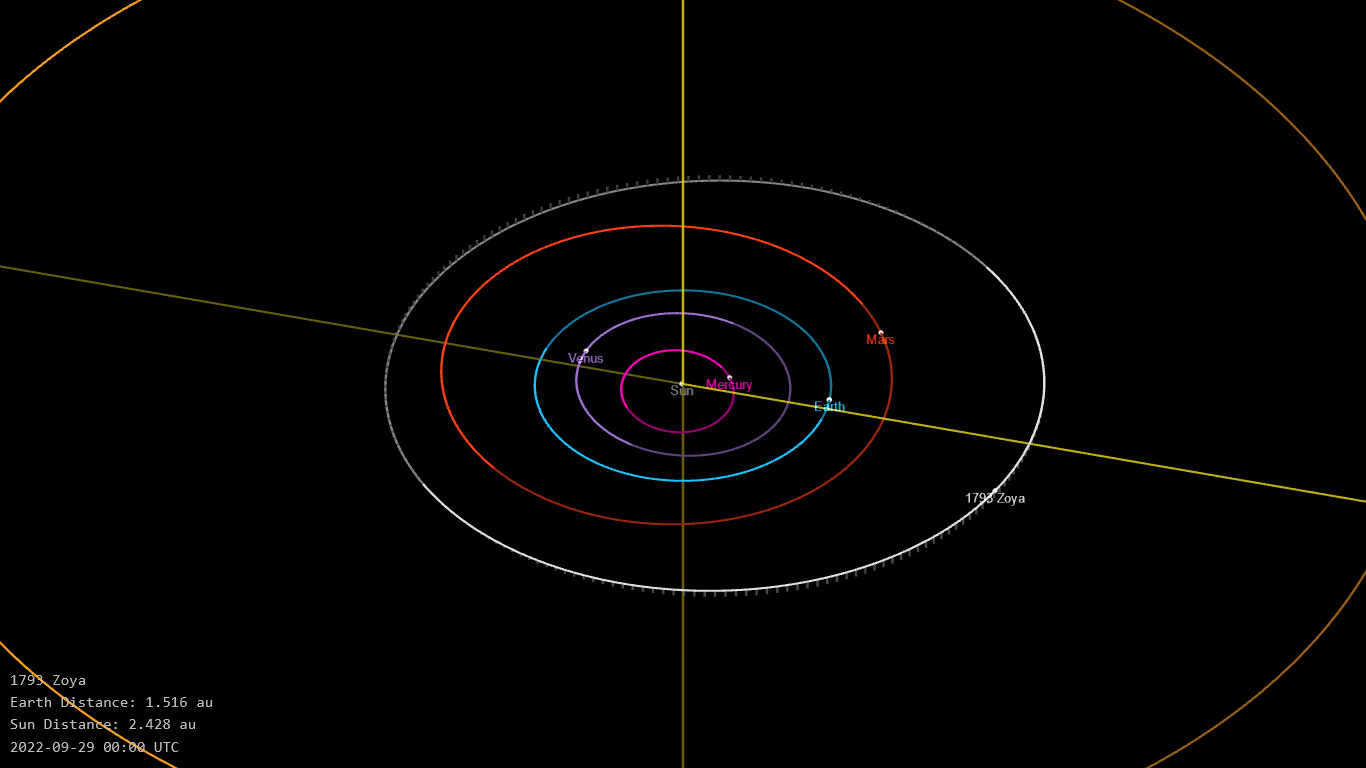
Орбита астероида Зоя и его положение в Солнечной системе

## Физические характеристики
Из наблюдений телескопа VISTA следует, что астероид относится к таксономическому классу S.
По результатам наблюдений в видимом и ближнем инфракрасном диапазоне космического телескопа NEOWISE диаметр астероида сначала оценивался равным 8,35±0,30 км, позже — 8,05±1,60 км, 8,348±0,301 км. Согласно тем же источникам альбедо оценивается как 0,334±0,047 и 0,30±0,12.